# Neolasioptera farinosa
Neolasioptera farinosa är en tvåvingeart som först beskrevs av Osten Sacken 1862.  Neolasioptera farinosa ingår i släktet Neolasioptera och familjen gallmyggor. Inga underarter finns listade i Catalogue of Life.